# Aloe albopicta
Aloe albopicta é uma espécie de liliopsida do gênero Aloe, pertencente à família Asphodelaceae.